# 南岗镇 (灌云县)
南岗镇是中华人民共和国江苏省连云港市灌云县下辖的一个乡。

## 建置沿革
- 2013年1月6日，江苏省人民政府批复同意撤销南岗乡、陡沟乡，将原南岗乡和陡沟乡所辖区域合并，设立新的南岗乡，乡政府驻原南岗乡南岗村[2]。
- 2019年12月18日，撤乡设镇。[3]

## 行政区划
南岗镇下辖以下村级行政区划单位：
陡沟村、东园村、曹赵村、张薛村、高李庄村、东徐村、崔许村、吴圩村、贺庄村、孙庄村、张兴村、马蹄村、许相村、王范村、陈楼村、石涧村、深沟村、五户村、南岗村、岗北村、大新村、小陶村、大杨村、梁荡村、岗南村、南于村、赵庄村、袁姚村、潘洼村、岗东村、龙昌村、东于村和岗西村。